# Phymanthus loligo
Phymanthus loligo är en havsanemonart som först beskrevs av Wilhelm Hemprich och Ehrenberg in Ehrenberg 1834.  Phymanthus loligo ingår i släktet Phymanthus och familjen Phymanthidae. Inga underarter finns listade i Catalogue of Life.